# Peter Žonta
Peter Žonta (né le 9 janvier 1979) est un ancien sauteur à ski slovène.

## Palmarès

### Jeux olympiques
| Épreuve / Édition | Nagano 1998 | Salt Lake City 2002 |
| Petit Tremplin    | 39e         | 13e                 |
| Grand Tremplin    | 28e         | 13e                 |
| Par Équipes       |             | Bronze              |

### Championnats du monde
| Épreuve / Édition | Trondheim 1997 | Ramsau 1999 | Val di Fiemme 2003 | Sapporo 2007 |
| Petit Tremplin    | 37e            | 19e         |                    | 30e          |
| Grand Tremplin    | 44e            | 15e         | 29e                | 39e          |
| Par Équipes       | 6e             | 5e          | 6e                 | 10e          |

### Championnats du monde de vol à ski
| Épreuve / Édition | Oberstdorf 1998 | Planica 2004 |
| Individuel        | 32e             | 46e          |

### Coupe du monde
- Meilleur classement final: 10e en 2004.
- 3e de la Tournée des quatre tremplins 2003-2004
- 1 victoire.

#### Saison par saison
| Année | Lieu                 |
| 2004  | Innsbruck (Autriche) |